# From Software
From Software, Inc. (株式会社フロム・ソフトウェア Kabushikigaisha Furomu Sofutowea?) är en japansk datorspelsutvecklare som grundades i november 1986.
Företaget är mest känt för att vara utvecklarna bakom spel som Armored Core, Demon's Souls, Dark Souls, Dark Souls II, Bloodborne, King's Field, Otogi och Tenchu. I april 2014 meddelade Kadokawa Corporation att de planerade att köpa företaget från den tidigare aktieägaren Transcosmos den 21 maj 2014.

## Utvecklade spel
| Plattform                                                                      | Titel                                                         | Japanskt releasedatum | Amerikanskt releasedatum | Europeiskt releasedatum | Australiskt releasedatum |
| ------------------------------------------------------------------------------ | ------------------------------------------------------------- | --------------------- | ------------------------ | ----------------------- | ------------------------ |
| Playstation                                                                    | King's Field                                                  | 16 december 1994      |                          |                         |                          |
| Playstation                                                                    | King's Field II                                               | 21 juli 1995          | 15 februari 1996         | mars 1997               |                          |
| Playstation                                                                    | King's Field III                                              | 21 juni 1996          | 31 oktober 1996          |                         |                          |
| Playstation                                                                    | Armored Core                                                  | 10 juli 1997          | 31 oktober 1997          | 1 juni 1998             |                          |
| Playstation                                                                    | Armored Core: Project Phantasma                               | 4 december 1997       | 30 september 1998        |                         |                          |
| Playstation                                                                    | Shadow Tower                                                  | 25 juni 1998          | 31 oktober 1999          |                         |                          |
| Playstation                                                                    | Echo Night                                                    | 13 augusti 1998       | 31 juli 1999             |                         |                          |
| Playstation                                                                    | Armored Core: Master of Arena                                 | 4 februari 1999       | 29 februari 2000         |                         |                          |
| Playstation                                                                    | Spriggan: Lunar Verse                                         | 16 juni 1999          |                          |                         |                          |
| Dreamcast                                                                      | Frame Gride                                                   | 15 juli 1999          |                          |                         |                          |
| Playstation                                                                    | Echo Night 2                                                  | 5 augusti 1999        |                          |                         |                          |
| Playstation 2                                                                  | Eternal Ring                                                  | 4 mars 2000           | 18 oktober 2000          | 19 december 2000        |                          |
| Playstation 2                                                                  | Evergrace                                                     | 27 april 2000         | 26 oktober 2000          | 30 mars 2001            |                          |
| Playstation 2                                                                  | Armored Core 2                                                | 3 augusti 2000        | 26 oktober 2000          | 23 mars 2001            |                          |
| Playstation 2                                                                  | Kuri Kuri Mix                                                 | 7 december 2000       | 30 april 2001            | 4 maj 2001              |                          |
| Playstation 2                                                                  | Armored Core 2: Another Age                                   | 12 april 2001         | 22 augusti 2001          | 27 september 2002       |                          |
| Playstation 2                                                                  | Evergrace II                                                  | 21 juni 2001          | 22 januari 2002          |                         |                          |
| Playstation 2                                                                  | King's Field IV                                               | 4 oktober 2001        | 25 mars 2002             | 28 mars 2003            |                          |
| Playstation 2                                                                  | Armored Core 3                                                | 1 april 2002          | 10 september 2002        | 30 maj 2003             |                          |
| GameCube                                                                       | Lost Kingdoms                                                 | 25 april 2002         | 27 maj 2002              | 9 augusti 2002          |                          |
| Xbox                                                                           | Otogi: Myth of Demons                                         | 12 december 2002      | 27 augusti 2003          | 5 september 2003        |                          |
| Playstation 2                                                                  | Armored Core: Silent Line                                     | 23 januari 2003       | 15 juli 2003             | 1 juli 2005             |                          |
| Xbox                                                                           | Murakumo: Renegade Mech Pursuit                               | 25 juli 2002          | 4 mars 2003              |                         |                          |
| Xbox                                                                           | Thousand Land                                                 | 20 mars 2003          |                          |                         |                          |
| GameCube                                                                       | Lost Kingdoms II                                              | 23 maj 2003           | 21 maj 2003              | 6 juni 2003             |                          |
| Playstation 2                                                                  | Shadow Tower Abyss                                            | 23 oktober 2003       |                          |                         |                          |
| Xbox                                                                           | Otogi 2: Immortal Warriors                                    | 25 december 2003      | 19 oktober 2004          | 11 februari 2005        |                          |
| Playstation 2                                                                  | Nebula: Echo Night                                            | 22 januari 2004       | 27 juli 2004             | 26 augusti 2005         |                          |
| Playstation 2                                                                  | Armored Core: Nexus                                           | 18 mars 2004          | 28 september 2004        | 13 april 2006           |                          |
| Playstation 2                                                                  | Kuon                                                          | 1 april 2004          | 7 december 2004          | 16 september 2005       |                          |
| Playstation 2                                                                  | Armored Core: Nine Breaker                                    | 28 oktober 2004       | 13 september 2005        | 5 maj 2006              |                          |
| Playstation Portable                                                           | Armored Core: Formula Front                                   | 12 december 2004      | 15 december 2005         | 3 mars 2006             |                          |
| Xbox                                                                           | Metal Wolf Chaos                                              | 22 december 2004      |                          |                         |                          |
| Playstation 2                                                                  | Yoshitsune Eiyūden: The Story of Hero Yoshitsune              | 13 januari 2005       |                          |                         |                          |
| Playstation 2                                                                  | Another Century's Episode                                     | 27 januari 2005       |                          |                         |                          |
| Playstation 2                                                                  | Yoshitsune Eiyuuden Shura: The Story of Hero Yoshitsune Shura | 27 maj 2005           |                          |                         |                          |
| Playstation Portable                                                           | Adventure Player                                              | 30 juni 2005          |                          |                         |                          |
| Playstation 2                                                                  | Armored Core: Last Raven                                      | 4 augusti 2005        | 13 juni 2006             | 26 oktober 2006         |                          |
| Playstation 3 och Xbox 360                                                     | Enchanted Arms                                                | 12 januari 2006       | 26 augusti 2006          | 8 september 2006        |                          |
| Playstation 2                                                                  | Another Century's Episode 2                                   | 30 mars 2006          |                          |                         |                          |
| Xbox 360                                                                       | Chromehounds                                                  | 29 juni 2006          | 11 juli 2006             | 7 juli 2006             | 18 juli 2006             |
| Playstation Portable                                                           | King's Field: Additional I                                    | 20 juli 2006          |                          |                         |                          |
| Playstation Portable                                                           | King's Field: Additional II                                   | 24 augusti 2006       |                          |                         |                          |
| Playstation 3                                                                  | Armored Core 4                                                | 21 december 2006      | 20 mars 2007             | 28 juni 2007            |                          |
| Nintendo DS                                                                    | Numpla VOW                                                    | 26 april 2007         |                          |                         |                          |
| Nintendo DS                                                                    | Iraroji VOW                                                   | 24 maj 2007           |                          |                         |                          |
| Playstation 2                                                                  | Another Century's Episode 3: The Final                        | 6 september 2007      |                          |                         |                          |
| Playstation 3 och Xbox 360                                                     | Armored Core: For Answer                                      | 19 mars 2008          | 16 september 2008        | 3 oktober 2008          | 20 november 2008         |
| Nintendo DS                                                                    | Inugamike no Ichizoku                                         | 22 januari 2009       |                          |                         |                          |
| Xbox 360                                                                       | Ninja Blade                                                   | 29 januari 2009       | 7 april 2009             | 3 april 2009            |                          |
| Playstation 3                                                                  | Demon's Souls                                                 | 5 februari 2009       | 6 oktober 2009           | 23 juni 2010            | 25 juni 2010             |
| Nintendo DS                                                                    | Yatsu Hakamura                                                | 23 april 2009         |                          |                         |                          |
| Playstation 3                                                                  | Another Century's Episode: R                                  | 19 augusti 2010       |                          |                         |                          |
| Playstation Portable                                                           | Monster Hunter Diary: Poka Poka Airu Village                  | 26 augusti 2010       |                          |                         |                          |
| Playstation Portable                                                           | Another Century's Episode Portable                            | 13 januari 2011       |                          |                         |                          |
| Playstation 3, Xbox 360, och Windows                                           | Dark Souls                                                    | 22 september 2011     | 4 oktober 2011           | 7 oktober 2011          | 6 oktober 2011           |
| Playstation 3                                                                  | Armored Core V                                                | 26 januari 2012       | 20 mars 2012             | 23 mars 2012            |                          |
| Playstation 3                                                                  | Mobile Suit Gundam Unicorn                                    | 8 mars 2012           |                          |                         |                          |
| Xbox 360                                                                       | Steel Battalion: Heavy Armor                                  | 21 juni 2012          | 19 juni 2012             | 22 juni 2012            | 28 juni 2012             |
| Playstation 3                                                                  | Armored Core: Verdict Day                                     | 26 september 2013     | 24 september 2013        | 27 september 2013       | 26 september 2013        |
| Playstation 3, Xbox 360 och Windows                                            | Dark Souls II                                                 | 11 mars 2014          | 13 mars 2014             | 14 mars 2014            |                          |
| Playstation 4                                                                  | Bloodborne                                                    | 26 mars 2015          | 24 mars 2015             | 25 mars 2015            | 25 mars 2015             |
| Playstation 4, Xbox One och Windows                                            | Dark Souls III                                                | 24 mars 2016          | 12 april 2016            | 12 april 2016           | 12 april 2016            |
| Playstation 4, Xbox One och Windows                                            | Sekiro: Shadows Die Twice                                     | 22 mars 2019          | 22 mars 2019             | 22 mars 2019            | 22 mars 2019             |
| Playstation 5, Playstation 4, Xbox Series X och Series S, Xbox One och Windows | Elden Ring                                                    | 25 februari 2022      | 25 februari 2022         | 25 februari 2022        | 25 februari 2022         |